# 利蘭National
利蘭National（英语：Leyland National）是一款英國製造的後置引擎單層巴士。

## 發展及設計
1969年，英國利蘭汽車公司與國營的National Bus Company成立Leyland National公司（National Bus Company在1982年撤出，其後Leyland National公司成為利蘭全資附屬公司），在Workington出同名巴士，目標是取代英國利蘭汽車公司旗下的多款單層巴士，但未能完全取代在北愛爾蘭有一定需求的Bristol RE。至於利蘭National巴士是採用底盤車身一體化設計，規格比起其他巴士標準化。
利蘭National巴士在1970年首次亮相，並在1972年投產。第一代利蘭National只有採用利蘭510引擎，散熱水箱放置車尾，車身長度分為10.3米或11.3米兩款，其後為出口市場推出10.9米版。1976年它的改良版利蘭National Phase II現身，初期只有「Series A」版本，1978年推出簡化版「Series B」。
1978年，利蘭National 2（Leyland National 2）推出，不再採用不可靠的利蘭510引擎，而改為採用利蘭O.680或利蘭TL11引擎。有些利蘭National 2樣辦車的散熱水箱放置車尾，但絕大部分利蘭National 2的散熱水箱放置於車頭，至於車身長度分為10.6米或11.6米兩款。到1980年代，利蘭National 2可配吉拿6HLXB或吉拿6HLXCT引擎。

## 英國
利蘭National是英國National Bus Company的一款標準單層巴士，不少利蘭National售予National Bus Company旗下公司。利蘭National其他買家包括倫敦運輸局、多間國營的Passenger Transport Executive及一些私營巴士公司。但以戴卓爾夫人為首的英國保守黨政權在1979年上台後，政府逐步減少對購買新巴士的資助，引致利蘭National在英國銷量下跌。

### 翻新工程
1990年代，英國有多部利蘭National/National 2被重建，均由東蘭開夏重新製造車身。這些經過重建的利蘭National名為National Greenway。

## 改造成鐵路列車
1980年代，英國對鐵路需求增加，爲購買新列車同時節省成本，英國國鐵向利蘭車廠買入本型號巴士的車身，安裝到柴油列車的底盤上，這些列車被稱爲Pacer。然而由於其車身本來是為道路客運、而不是為鐵路而設計，故其車身強度不足，因此極速只達每小時75英里（120公里），而且噪音大，屢受乘客批評。這批列車原定於2019年底退役，但因為新列車交付延誤，或需直至2020年才能全數退役。

## 出口
另外有多部利蘭National運往海外，運往牙買加、委內瑞拉、澳洲、法國、千里達和多巴哥等國家。

## 停產
利蘭National在1985年停產，被利蘭Lynx取代。

## 外部連結
- Leyland National Group